# Jason McAteer
Jason Wynne McAteer (Birkenhead, Inglaterra, 18 de junio de 1971) es un exfutbolista irlandés, aunque inglés de nacimiento. Se desempeñaba como centrocampista, central y defensivo, se retiró en 2007, con 36 años.

## Clubes
| Club                | País       | Año         | Partidos | Goles |
| Bolton Wanderers FC | Inglaterra | 1992 - 1995 | 114      | 8     |
| Liverpool FC        | Inglaterra | 1995 - 1999 | 100      | 3     |
| Blackburn Rovers FC | Inglaterra | 1999 - 2001 | 72       | 4     |
| Sunderland AFC      | Inglaterra | 2001 - 2004 | 53       | 5     |
| Tranmere Rovers FC  | Inglaterra | 2004 - 2007 | 81       | 4     |

- Datos: Q703414
- Multimedia: Jason McAteer / Q703414